# 平田健太
平田 健太（ひらた けんた、1989年2月28日 - ）は、日本のピン芸人である。
大阪府大東市出身で吉本興業所属。元吉本新喜劇座員で現在は舞台とYouTubeを中心にコント職人として精力的に活動している。

## 来歴・人物
- 素人時代にEXILEのオーディションを受け、ATSUSHIの前で歌唱するも惨敗。
- 大学時代にスポーツジムでアルバイトをしていた際、泳げないのに水泳スクールのインストラクター担当になってしまい保護者からクレームを受ける。
- NSC在学中は「タクケン」というコンビを組んでいたが3ヶ月で解散。
- 2011年、吉本新喜劇の第6個目金の卵オーディションを受け合格し入団。2022年に吉本新喜劇を退団し、ピン芸人に転身。
- 興國高校時代は野球部に所属していたがベンチ入りならず、プレーイングマネージャーとなる。
- プロ野球は阪神タイガースのファンである。
- 最終学歴は大阪産業大学である。
- 辛い物はあまり得意ではない。
- 2020年にJリーガーを引退した星原健太とは同じ中学校の同級生であり、現在は共にラジオのパーソナリティを務めたり共同のYouTubeチャンネルを開設するなど良きビジネスパートナーである。
- プロボクサーの井岡一翔とは同じ高校の同級生で親友でもある。
- 2019年には中学校の同級生と入籍。
- 駒場孝（ミルクボーイ）とは結婚式の式場が一緒である。
- 辰己智之率いる辰己軍団のメンバーであったが2021年から2022年まで新名徹郎率いる新名軍団のメンバーでもあった。
- 平田軍団という仲良しチームがある。メンバーは上田だう（元きんめ鯛）、伊藤知貴（ポートワシントン）、松浦景子、小林ゆうである。
- 過去にバイトをしていたのはUberEatsや出前館である。その他駐車場や中華料理屋でバイトをしていた。内海崇（ミルクボーイ）とは同じ中華料理屋でバイトをしていた時期がある。
- 現在は運送会社のドライバーをしている。
- プロレスと京都大作戦が好きである。
- こじまラテ（なにわスワンキーズ）とは同期で地元が一緒である。
- 個人YouTubeをやっており実の妹が編集を担当している。
- 好きなアーティストはDragon Ash。
- 好きなドラマは『池袋ウエストゲートパーク』。

## 出演番組
- よしもと新喜劇（毎日放送）
- 八方・今田の楽屋ニュース2018(朝日放送)
- 痛快!明石家電視台(毎日放送)

## ラジオ
- 平田健太と星原健太の「大東めっちゃええやん！」　(だいとうFM)